# John Haglelgam
John Richard Haglelgam (Eauripik, 10 agosto 1949 – Honolulu, 12 settembre 2024) è stato un politico micronesiano.

## Biografia
Fu il secondo Presidente degli Stati Federati di Micronesia. Eletto dal Congresso degli Stati Federati di Micronesia l'11 maggio del 1987 succedendo a Tosiwo Nakayama, terminò il suo mandato l'11 maggio 1991, quando venne eletto Bailey Olter.